# حمزه نمره
حمزه نمره (عربی: حمزة نمرة؛ زادهٔ ۱۹۸۰) خواننده و ترانه‌سرای اهل کشور مصر است. وی از سال ۱۹۹۹ میلادی تاکنون مشغول فعالیت بوده‌است. در نوامبر ۲۰۱۴، به دلیل وجود محتوای انتقادی در ترانه‌هایش، پخش آهنگ‌های وی در رادیو مصر ممنوع شد.

## آثار

### آلبوم‌ها[۲]
| عنوان        | سال انتشار | توضیحات |
| ------------ | ---------- | --- |
| احلم معایا   | ۲۰۰۸       | 1. مرجیحة 2. احلم معایا 3. کنا واحنا صغار 4. فتح شبابیک عینیک 5. شد الحزام 6. یا طیر 7. وانا ف طریقی 8. التغریب 9. یا رب 10. احلم معایا (نسخهٔ آکوستیک) 11. یا مصری                                    |
| إنسان        | ۲۰۱۱       | 1. إنسان 2. المیدان 3. هنسی 4. التغریبة ۲ 5. یا مهون 6. اوعدونی 7. ابن الوطن 8. بلدی یا بلدی 9. یا هناه 10. دوری 11. حاصر حصارک 12. علی باب‌الله 13. وشوش 14. صوت 15. هیلا هیلا 16. اسمی مصر           |
| اسمعنی       | ۲۰۱۴       | 1. أی کلام 2. ضلمت کدا لیه 3. القطر 4. اسمعنی 5. کله بیعدی 6. لا تبک 7. مع السلامة 8. صباح الخیر 9. تسمحی 10. یا لا لا 11. یا مظلوم 12. یا سیدی                                                       |
| المسحراتی    | ۲۰۱۵       | 1. آخر لیلة 2. لیلة قدر 3. دقة طبلة 4. عشر ایام 5. استغفار 6. انتظار 7. ابلیس 8. وصفة 9. خاتمة 10. نابلیون 11. الام 12. تراویح 13. نبینا 14. مانیش درویش 15. هلال 16. غربة 17. کورة 18. زحمة 19. زینة |
| هطیر من تانی | ۲۰۱۸       | 1. داری یا قلبی 2. شیکایو 3. ولا صحبة أحلی 4. بص بص 5. زهرة 6. الواد العبیط 7. داری یا قلبی (جیتار) 8. مَدد 9. شویة حبایب 10. هطیر من تانی                                                             |
| مولود سنة ۸۰ | ۲۰۲۱       | 1. مَولود سنة ۸۰ 2. الوقعة الأخیرة 3. استعیذوا 4. الساعة ۶ صباحا 5. فاضی شویة 6. مش مهم 7. یابا 8. احکیلک خوفی 9. معلش 10. القصة واللی کان 11. غنوة لیک من قلبی 12. فیه ناس                            |
| رایق         | ۲۰۲۳       | 1. رايق 2. إسكندرية 3. غروب 4. رياح الحياة 5. أنا الطيب 6. لعله خير 7. مش سليم 8. شيخ العرب 9. عالم كذابة 10. أكيد راجعين 11. مرايات 12. و رجعنا لوجع القلب 13. يا سفينة                              |

### نماهنگ‌ها[۳]
| تاریخ انتشار | عنوان                                        |
| ------------ | -------------------------------------------- |
| ۲۰۰۸         | احلم معایا                                   |
| ۲۰۰۹         | عصفورین                                      |
| ۲۰۱۰         | یا إسرائیل أنا المصری                        |
| ۲۰۱۱         | إنسان هیلا هیلا یا مطر مواویل لسه العدل غیاب |
| ۲۰۱۲         | المیدان                                      |
| ۲۰۱۴         | واقولک آیه                                   |
| ۲۰۱۵         | غربة (المسحراتی)                             |
| ۲۰۱۵         | نابلیون (المسحراتی)                          |
| ۲۰۱۸         | داری یا قلبی                                 |
| ۲۰۲۰         | مولود سنة ۸۰                                 |